# Fiskalizacja
Fiskalizacja - proces przestawienia działania pamięci fiskalnej urządzenia fiskalnego z trybu szkoleniowego na tryb fiskalny.
Od momentu wykonania fiskalizacji kwoty raportów dobowych są magazynowane w pamięci nieulotnej i niekasowalnej. Na podstawie zapisów w pamięci fiskalnej następuje generowanie miesięcznych raportów dla celów podatkowych.
Każda kasa fiskalna i każda drukarka fiskalna musi zostać zafiskalizowana, aby można ją było stosować do celów podatkowych.
Podczas fiskalizacji następuje zapisanie do pamięci nieulotnej i niekasowalnej numeru NIP podatnika. Jest to proces jednorazowy nieodwracalny. Zmiana numeru NIP (np. zmiana organizacyjna, połączenie w spółkę itd.) powoduje konieczność wymiany modułu fiskalnego (pamięci fiskalnej) lub wymianę kasy.
Fiskalizacja kasy/drukarki z papierowym lub elektronicznym zapisem kopii kończy się wystawieniem raportu fiskalnego dobowego, a w przypadku wersji online - raportem fiskalnym fiskalizacji.